# 作者论
电影作者论（英語：Auteur theory）是电影史上标志性的电影理论，产生于法国新浪潮运动时期。
欧洲在二战后出现了一系列先锋艺术运动，其中法国的特吕弗、戈达尔、夏布洛等电影人都对源于美国好莱坞制片厂的制片人中心制提出了异议，他们认为电影像文学作品、音乐作品、美术作品一样是作者的作品，是电影作者的作品——即导演个人的作品。此理论产生广泛的影响。
作者论强调了电影导演是作为电影主创和最终剪辑权拥有者的地位。不是所有导演都能成为“作者”。具备电影作者资格和条件的导演所拍的电影才是“作者电影”。作者电影与类型电影相对，也称艺术片。
在欧美一些代表性的电影作者包括：戈达尔（法国）、特吕弗（法国）、安东尼奥尼（意大利）、费里尼（意大利）、希区柯克（英国）、科波拉（美国）、马丁·斯科塞斯（美国）、斯皮尔伯格（美国）、塔科夫斯基（苏联）、伯格曼（瑞典）等。
此外，华语电影也有一批代表性电影作者：娄烨、贾樟柯、王家卫、万玛才旦、毕赣、杨德昌、刁亦男、蔡明亮等。

## 相关影展
- 东京新作家主义影展（Tokyo Filmex）